# Научен център на Макао
Научният център на Макао (на португалски: Centro de Ciência de Macau) е научен музей в Макао, Китай.
Разположен е на морския бряг в югоизточния край на полуостров Макао.
Сградата е проектирана от „Пей Партнършип Аркитектс“ в сътрудничество с Яу Мин Пей. Нейното строителство започва през 2006 година, а през 2009 година е официално открита от президента Ху Дзинтао.